# Mistrzostwa Polski w Boksie 2021
Mistrzostwa Polski w Boksie Mężczyzn 2021 – 92. edycja mistrzostw, która odbyła się w dniach 14-19 listopada 2021 roku w Wałbrzychu.

## Medaliści
| Kategoria:         | Złoto:                                  | Srebro:                                       | Brąz:                                                                         |
| waga do 48 kg      | Hubert Wrona (RUSHH Kielce)             | Łukasz Pichalak (Olimpijczyk Ozorów)          | Daniel Surowiec (KSZO Ostrowiec) Mateusz Pawlak (Prosna Kalisz))              |
| waga do 54 kg      | Maciej Jewdokin (Legia Warszawa)        | Damian Nicpoń (Team Jaworzno)                 | Kamil Jaworek (DKB Dąbrowa Górnicza) Kacper Pazdej (Sokół Piła)               |
| waga do 57 kg      | Paweł Brach (Radomiak Radom)            | Robert Zakharyan (Skorpion Szczecin)          | Dawid Posiłek (MOSM Tychy) Przemysław Kalisz (Boksing Zielona Góra)           |
| waga do 60 kg      | Jarosław Iwanow (Wisła Kraków)          | Patryk Trochimiak (Imperium Boxing Wałbrzych) | Sebastian Ptak (Morsy Dębica) Mikołaj Mańka (Sporty Walki Gostyń)             |
| waga do 63,5 kg    | Arkadiusz Zakharyan (Skorpion Szczecin) | Marek Pietruczuk (Victoria Ostrołęka)         | Bartłomiej Przybyła (AZS AWF Katowice) Beniamin Zarzeczny (Skorpion Szczecin) |
| waga do 67 kg      | Damian Durkacz (Concordia Knurów)       | Mateusz Polski (BK Karlino)                   | Patryk Soyer (Imperium Boxing Wałbrzych) Filip Wąchała (SAKO Gdańsk)          |
| waga do 71 kg      | Daniel Piotrowski (Skorpion Szczecin)   | Łukasz Niemczyk (Champion Chojnów)            | Paweł Róg (Iryda Mielec) Dominik Kida (Wisłok Rzeszów)                        |
| waga do 75 kg      | Bartosz Gołębiewski (RUSHH Kielce)      | Mateusz Goiński (Zagłębie Konin)              | Kamil Urbański (Boxing Team Gosiewski Wrocław) Rafał Perczyński (SAKO Gdańsk) |
| waga do 80 kg      | Michał Łoniewski (Kontra Elbląg)        | Alan Boruta (Boxing Team Gosiewski Wrocław)   | Damian Cieślik (Stara Szkoła Boksu Lublin) Piotr Szczukowski (SAKO Gdańsk)    |
| waga do 86 kg      | Sebastian Wiktorzak (Skorpion Szczecin) | Tomasz Niedźwiecki (RUSHH Kielce)             | Jakub Stępiński (Imperium Boxing Wałbrzych) Jan Lauk (Shark Łódź)             |
| waga do 92 kg      | Mateusz Bereźnicki (Skorpion Szczecin)  | Mateusz Kubiszyn (Stal Rzeszów)               | Kamil Ślendak (Start Włocławek) Witold Lisek (AZS AWF Katowice)               |
| waga powyżej 92 kg | Oskar Safarjan (Concordia Knurów)       | Jacek Gałązka (niestaworzyszony)              | Artur Sieńko (Imperium Boxing Wałbrzych) Patryk Polasik (Sokół Gliwice)       |